# Dick Griffin

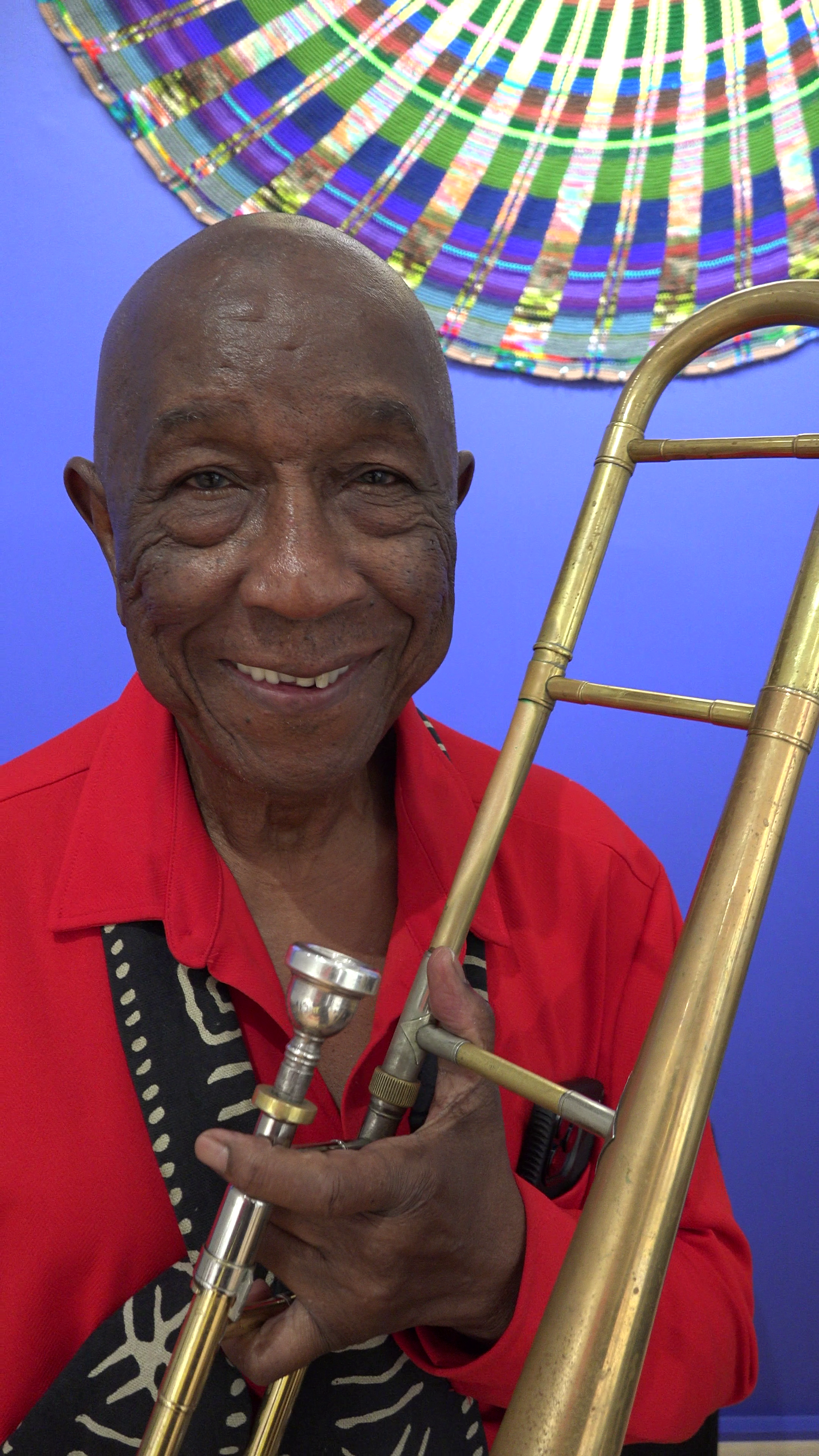
Dick Griffin (2024)

James Richard „Dick“ Griffin (* 1940 in Jackson, Mississippi) ist ein US-amerikanischer Jazzposaunist.

## Leben und Wirken
Griffin lernte in seiner Kindheit zunächst Piano, bevor er zur Posaune wechselte. Nach Erwerb des Bachelors (1963) unterrichtete er an einer Highschool, während er an seinem Masterabschluss arbeitete. Erste Aufnahmen entstanden 1965 mit Gloria Coleman, in den späten 1960er-Jahren spielte er mit Sun Ra (Outer Spaceways Incorporated), Les McCann und in Rahsaan Roland Kirks Bigband-Formation Vibration Society. Zu Beginn des folgenden Jahrzehnts wirkte er außerdem bei Aufnahmen von Charles Tolliver, Jack McDuff, Frank Foster, Leon Thomas, Charles Earland, Billy Harper und George Benson mit.
Im Jahr 1973 nahm Griffin in Septettbesetzung sein Debütalbum The Eight Wonder (Strata-East), an dem Sam Rivers, Ron Burton, Warren Smith, Cecil McBee, Freddie Waits und Leopoldo Fleming mitwirkten. Es folgten Produktionen mit Musikern wie Clifford Jordan (Drink Plenty Water, ed. 2023), Cleo Laine und John Dankworth, Bobby Watson, McCoy Tyner und mit Archie Shepps Bigband (Attica Blues, 1979), in den 80er-Jahren auch mit Abdullah Ibrahim, Charli Persip, Muhal Richard Abrams und Joey DeFrancesco. Anfang 1985 spielte er u. a. mit Gary Bartz, Stanley Cowell, Cecil McBee und Billy Hart sein zweites Album unter eigenem Namen,  A Dream for Rahsaan ein.  Griffin spielte in den 2000er-Jahren u. a. im The Little Huey Creative Music Orchestra von William Parker, mit Steve Swell, Bill Dixon (17 Musicians in Search of a Sound: Darfour), Doug Hammond und Billy Bang. Im Bereich des Jazz war er zwischen 1965 und 2011 an 71 Aufnahmesessions beteiligt. 2018 bildet er mit Joe McPhee und Steve Swell das Trio Trombone Insurgency.
Griffin unterrichtete Musiktheorie und Geschichte des Jazz an der Wesleyan University. In späteren Jahren beschäftigte er sich außerdem mit Malerei, mit Ausstellungen in New York und Europa.

## Diskographische Hinweise
- Now Is the Time (Boplicity, um 1997), mit Don Smith, Gary Bartz, Clifford Jordan, Bill Saxton, Stanley Cowell, Hubert Eaves, Cecil McBee, Calvin Hill, Idris Muhammad, Billy Hart, Nasheet Waits, Lawrence Killian
- All Blues (Amosaya, um 1997), mit Larry Goldings, Ron Jackson,  Cecil Brooks III
- Time Will Tell (Ruby, um 2010), mit James Spaulding, George Cables, Cecil McBee, Victor Lewis